# Бушати (род)

Флаг Махмуда Паши Бушати

Бушати (алб. Bushatllinjtë) — влиятельный албанский род Османской империи, который правил в Пашалыке Скутари с 1757 по 1831 год.

## История
Господство рода Бушати в регионе Скутари было достигнуто через сеть союзов с различными племенами горцев. Даже после падения пашалыка в 1831 году члены рода Бушати продолжали играть важную роль в албанском обществе. В XIX веке Скутари был также известен как культурный центр, а в 1840-х годах была построена Библиотека Бушати. Существует также деревня в Албании, известная как Бушат, недалеко от города Шкодер. Семья Бушати утверждала, что она происходит от исламизированного сына сербского господаря Ивана Черноевича, Скендербега Черноевича . Эта традиция усилила притязания семьи на Черногорский Вилайет.

## Генеалогическое древо семьи Бушати
```
 │Мехмед Паша
 ├─> Дервиз Бей 
 └─> Омер Бей
    │    
    └─> Сулейман Паша (
Вали
 Румелии) 
        │
        ├─> Халиль Паша
        ├─> Али Бей 
        ├─> Хасан Паша                                     
        ├─> Арслан Паша 
        ├─> Дели Хусейн Паша
        └─> Капудан Мехмед Бей
            │
            ├─>  Абдуллах Паша
            └─>  Мустафа Бей 
                 │                 
                 ├─> Хачи Сулейман Паша 
                 └─> Мехмед Паша Плаку (Старый)
                     │                 
                     ├─> 
Ибрагим Паша
  
                     ├─> Ахмед Паша 
                     ├─> 
Кара Махмуд Паша

                     └─> Мустафа Паша Корри (Слепой)
                         │                 
                         └─> Мехмед Паша (умер в Тиране) 
                             │                 
                             └─> Сериф Мустафа Паша 
                                 │                 
                                 ├─> Махмуд Паша            
                                 ├─> Исуф Бей
                                 ├─> Хасан Паша 
                                 └─> Риза Бей
                                     │                 
                                     └─> Челал Паша
```

## Список известных членов рода Бушати

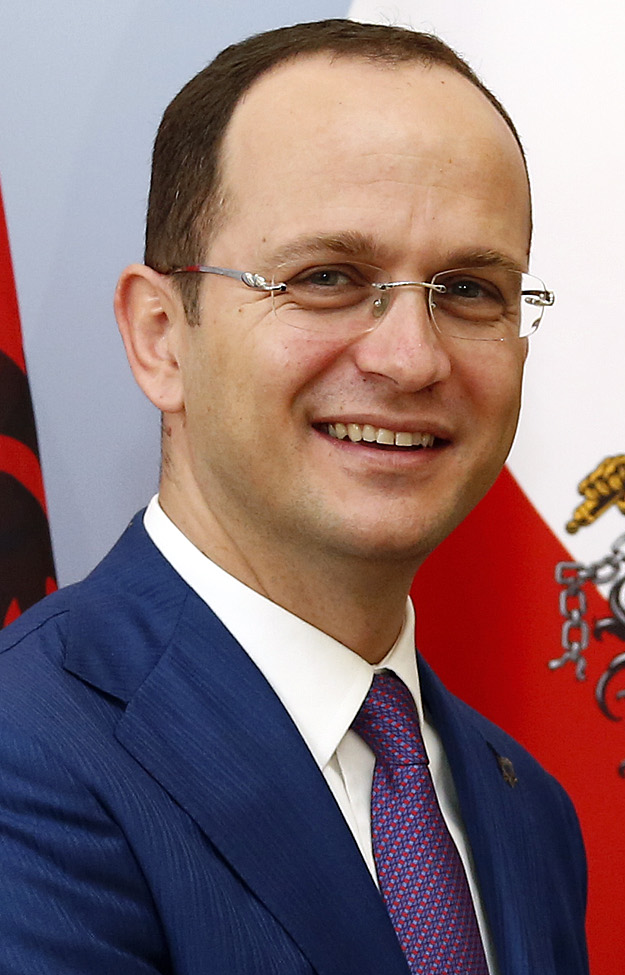
Дитмир Бушати (род. 1977), политик, министр иностранных дел Албании (2013—2019)

- Сулейман Бушати, санджак-бей Скутари (1685—1692), прославился своими войнами с черногорцами.
- Мехмед Паша Бушати (? — 1774), первый паша Скутари (1768—1774), глава албанского рода Бушати, базировавшегося в Шкодере, был назначен османскими властями губернатором Шкодера
- Мустафа Паша Бушати (? — 1778), второй паша Скутари (1774—1778), сын предыдущего
- Кара Махмуд Бушати (? — 1796), третий паша Скутари (1778—1796), брат предыдущего
- Ибрагим Паша Бушати (? — 1810), четвертый паша Скутари (1796—1810), брат предыдущего
- Мустафа Паша Бушати (1797—1860), пятый и последний паша Скутари из династии Бушати (1810—1831), племянник предыдущего
- Хелаль Паша, османский чиновник и родственник султана Абдул-Хамида II через брак[3]
- Петрит Бушати (1948—2014), албанский дипломат, посол Албании в Швеции, США, Сербии и Черногории
- Малик Бушати (1880—1946), министр внутренних дел Албании (1939—1941), премьер-министр Албании (1943)
- Слаи Бушати, бывший член Народного Собрания Албании
- Астрит Бушати, член Народного Собрания Албании
- Ахмет Бушати, председатель Муниципального Совета города Шкодер в 1992—1996 гг.
- Хемаль Бушати (1885—1941), политик, бывший член Народного Собрания Албании и активист антизогистского движения
- Дитмир Бушати (род. 1977), политик, бывший министр иностранных дел Албании (2013—2019).